# Type 5 Ho-Ru
Il Type 5 Ho-Ru è stato un cacciacarri e semovente d'artiglieria leggero concepito dall'Impero giapponese verso la fine della seconda guerra mondiale, mai utilizzato operativamente per il sopraggiunto termine del conflitto.

## Storia

### Sviluppo
A partire da febbraio del 1945 iniziò la costruzione di un mezzo adatto a contrastare i blindati avversari, seguendo le direttive impartite dai comandi dell'esercito imperiale; i lavori terminarono dopo giugno con un esemplare di prova completato.

### Impiego
La situazione disastrosa in cui versava il Giappone nell'estate 1945 non permise il completamento di ulteriori unità, poiché le limitate risorse erano state dirette verso progetti più promettenti o ai lavori di fortificazione del territorio nazionale. Ad agosto la guerra ebbe però termine e il Type 5 non poté essere testato in combattimento: è probabile, comunque, che difficilmente avrebbe potuto dimostrarsi utile sia per la scarsa protezione, sia per il cannone che montava, efficace contro i corazzati avversari solo sulle brevi distanze. A causa della sua impostazione si pensa che i giapponesi si siano ispirati al cacciacarri tedesco Hetzer per realizzarlo.

## Caratteristiche
Il prototipo era basato sullo scafo del carro leggero Type 95 Ha-Go privato della torretta e con la sovrastruttura riprogettata come comparto semiaperto. In questa approssimativa casamatta era stato installato un cannone Type 1 da 47 mm lungo 48 calibri (L/48) con una velocità alla volata di 810 m/s: l'arma era capace di penetrare una piastra spessa 55 mm da 100 metri, spessa 40 mm da 500 metri e 30 mm dalla distanza di 1.000 metri. L'alzo compreso tra -15° e +20°, così come il limitato campo di tiro orizzontale di 20°, erano ottenuto manualmente; per puntare bersagli al di fuori dell'angolo di brandeggio era invece necessario far sterzare tutto il mezzo. Per la difesa sulle brevi distanze contro la fanteria era disponibile una mitragliatrice Type 97 da 7,7 mm, la cui posizione non è però specificata. Rispetto all'originale corazzatura del Type 95, il semovente presentava piastre dal valore minimo di 9 mm e massimo di 12 mm, valori ciononostante assai contenuti che non potevano garantire la sopravvivenza del veicolo e dell'equipaggio: esso era composto dal comandante, da un cannoniere e dal pilota. Era stato invece conservato il motore, un diesel Mitsubishi NVD 6120 a 6 cilindri in linea erogante 120 hp a 1.800 giri al minuto; cambio e trasmissione erano anteriori.
Il treno di rotolamento era rimasto uguale, con quattro doppie ruote portanti, due doppi rulli e ruota motrice anteriore: le sospensioni consistevano in due bracci oscillanti longitudinali agganciati all'estremità superiore a una molla elicoidale montata parallelamente al terreno, all'estremità inferiore a due carrelli che accoppiavano le ruote portanti; i cingoli erano stati scambiati invece con un modello largo 350 mm. A questo sistema furono apportate modifiche perché il Type 5 potesse marciare anche senza: infatti i perni delle ruote d'appoggio erano stati duplicati cosicché potessero esservi inseriti semplici pneumatici; il dente della ruota motrice, potendosi ingranare con queste, avrebbe permesso così una marcia anche senza l'ausilio dei cingoli. Tale possibilità tattica era stata tipica di diversi carri armati sovietici quali il T-34, ma era stato poi abbandonato perché ritenuto inadatto al territorio russo povero di strade asfaltate.
Nel complesso il Type 5 Ho-Ru pesava 8 tonnellate e godeva di un'autonomia di 145 o 175 chilometri mentre la velocità di punta era pari a 45 km/h.